# Ron Brown (Leichtathlet)
Ronald James „Ron“ Brown (* 31. März 1961 in Los Angeles, Kalifornien) ist ein ehemaliger US-amerikanischer Leichtathlet und Olympiasieger.
Bei den Olympischen Spielen 1984 in seiner Heimatstadt wurde Brown im 100-Meter-Lauf Vierter in 10,26 s. Mit der US-amerikanischen 4-mal-100-Meter-Staffel in der Besetzung Sam Graddy, Ron Brown, Calvin Smith und Carl Lewis lief er im Finale mit 37,83 s Weltrekord.
Nach den Spielen beendete er seine Karriere als Leichtathlet und wurde als Wide Receiver Profi im American Football. Von 1984 bis 1991 spielte er bei den Los Angeles Rams mit Ausnahme der Saison 1990, in der er für die Los Angeles Raiders antrat.
1984 bei den Olympischen Spielen war Brown 1,80 m groß und wog 84 kg.